# Anopinella yangana
Anopinella yangana là một loài bướm đêm thuộc họ Tortricidae. Loài này có ở Ecuador.
Sải cánh dài khoảng 19 mm.